# 勝浦大漁まつり
勝浦大漁まつり（かつうらたいりょうまつり）は、9月敬老の日（9月第3月曜日）を最終日とする4日間に千葉県勝浦市の勝浦地区で行われる秋の祭礼。
正式名称は「勝浦市秋季合同祭」ではあるが、一般には浸透しておらず、単に「合同祭」と言った場合は2日目に行われる合同祭式典のことを指すことが多い。また、かつては「勝浦の秋まつり」の名称を公式に使用していたが、2009年からは「勝浦大漁まつり」の名称を公式に使用しているため、こちらの名称の方が一般化している。

## 概要
起源は江戸時代後期頃とされ、長い間はそれぞれの地区で個別に祭礼が行われていた。祭礼の日程もそれぞれ同時期に行われていたことから、1979年に日程が統一され、第1回勝浦市秋季合同祭が行われた。
祭礼の期間は、2006年までは9月12日から9月15日までの日程で行われていたが、2007年から敬老の日（9月第3月曜日）を最終日とする4日間に変更された。
神輿は各地区3基程度を保有していることが多く、それぞれ大きい方から「大神輿」、「中神輿」、「小神輿」と呼ばれる。御魂は一般的に「大神輿」に入れられる。また、「中神輿」（浜勝浦区、墨名区除く）、「小神輿」は神社所有ではなく、各地区の所有である。
勝浦大漁まつりが行われるのは、区（行政区）、神社は以下を参照。
| 区       | 神社       | 日程     | 神輿の数         | 備考                                                            |
| -------- | ---------- | -------- | ---------------- | --------------------------------------------------------------- |
| 浜勝浦区 | 遠見岬神社 | 2日目    | 2基              | 大神輿は、2日目、4日目で異なる。 西宮神社の神輿は、中神輿のみ。 |
| 浜勝浦区 | 八幡神社   | 4日目    | 1基              | 大神輿は、2日目、4日目で異なる。 西宮神社の神輿は、中神輿のみ。 |
| 浜勝浦区 | 西宮神社   | 2、4日目 | 1基              | 大神輿は、2日目、4日目で異なる。 西宮神社の神輿は、中神輿のみ。 |
| 浜勝浦区 | （区所有） | 2、4日目 | 2基              | 大神輿は、2日目、4日目で異なる。 西宮神社の神輿は、中神輿のみ。 |
| 墨名区   | 熊野神社   | 1、2日目 | 6基 舟形山車 1台 | 熊野神社の神輿は大神輿、 貴船神社の神輿は中神輿。               |
| 墨名区   | 貴船神社   | 1、2日目 | 6基 舟形山車 1台 | 熊野神社の神輿は大神輿、 貴船神社の神輿は中神輿。               |
| 川津区   | 川津神社   | 1、2日目 | 2基              |                                                                 |
| 新官区   | 八坂神社   | 1、2日目 | 3基              |                                                                 |
| 沢倉区   | 八幡神社   | 1、2日目 | 3基              |                                                                 |
| 串浜区   | 春日神社   | 1、2日目 | 2基              |                                                                 |
| 松部区   | 武内神社   | 1、2日目 | 2基 舟形山車 1台 | 松部区は、合同祭典に参加しない。                                |

| 区     | 町会   | 神社       | 彫刻製作者     | 備考             |
| ------ | ------ | ---------- | -------------- | ---------------- |
| 勝浦区 | 上本町 | 遠見岬神社 | 嶋村俊表       | 勝浦市有形文化財 |
| 勝浦区 | 仲本町 | 遠見岬神社 | 嶋村留五郎俊正 | 勝浦市有形文化財 |
| 勝浦区 | 下本町 | 遠見岬神社 | 嶋村俊表       | 勝浦市有形文化財 |
| 出水区 | 出水区 | 神明神社   | －             |                  |

各地区の祭典委員会や神社役員会などの組織が祭礼を運営しており、各地区持ち回りで当番区が全体を取りまとめる勝浦市秋季合同祭典委員会の役員を兼任する。
ただし、勝浦市秋季合同祭典委員会は、2日目に行われる勝浦市秋季合同祭典式典の運営のみであり、それ以外の道路使用許可申請や運営等は各地区にて行われる。

## 日程

### 1日目（金曜日）
1日目は、墨名区、新官区、沢倉区、川津区、串浜区、松部区がそれぞれ各区内にて神輿の渡御（村廻り）を行う。
神輿は午前中に宮出しを行い、村廻りを行った後、一旦神輿の保管所、または神社に戻る。

### 2日目（土曜日）
2日目は、午後から勝浦市秋季合同祭典式典が行われる。
まず2日目が初日となる浜勝浦区は午前中に村廻りを行う。村廻りでは、勝浦区下本町、中本町、上本町、出水区を通過するため、それぞれの祭典事務所付近で手打ち式が行われる。
合同祭では、墨名区の舟形山車が最初に入場し、その後およそ1時間かけて墨名区、新官区、沢倉区、川津区、串浜区、浜勝浦区の神輿が入場する。
その後、式典が行われ、式典終了後には各地区ごとに神輿と唄の披露が10分間行われる。この際、串浜区では「胎内くぐり」、墨名区では「総担ぎ」が行われる。
「胎内くぐり」とは、「さし」た状態（「さし」については担ぎ方の節を参照）の神輿の下を3回くぐることで、家内安全・五穀豊穣・浜大漁が叶えられるとされている伝統の行事であり、「総担ぎ」とは、墨名区の全ての神輿を繋げ、「さし」を行うこと。
披露が終わると神輿は勝浦駅方面（浜勝浦区除く）へ退場し、各地区へ戻る。
各地区に戻った神輿は夜に宮入が行われる。宮入は「御帳入り（おちょいり、又はおちょういり）」と呼ばれる。
浜勝浦区の御帳入りは、勝浦漁港を出発し、商店街を通過し、1601年（慶長6年）の津波で当時の神社社殿が流された際に御魂が流され着いたとされる市営墨名駐車場近くの高磯まで渡御する。高磯に到着すると、神輿から御霊が取り出され、「でんみょり」という掛け声と伴に遠見岬神社まで神輿を担いで走る。
「でんみょり」とは、1601年に津波で流された御魂を発見した住民が「大明神、大明神」と連呼しながら御霊を抱えて走ったことに由来する。
遠見岬神社に着いた神輿は装飾を外され、約60段の石段を氏子が引いて上り、本殿に奉納される。
各地区ではそれぞれ御帳入りが行われるが、地区ごとに形式が違うものの、神輿が鳥居をくぐるとその地区の祭礼は終わったことになる。

### 3日目（日曜日）
3日目は、勝浦区下本町、中本町、上本町、出水区の山車・屋台が中心となり、勝浦商店街でお囃子の演奏や出し物が行われる。

### 4日目（月曜日）

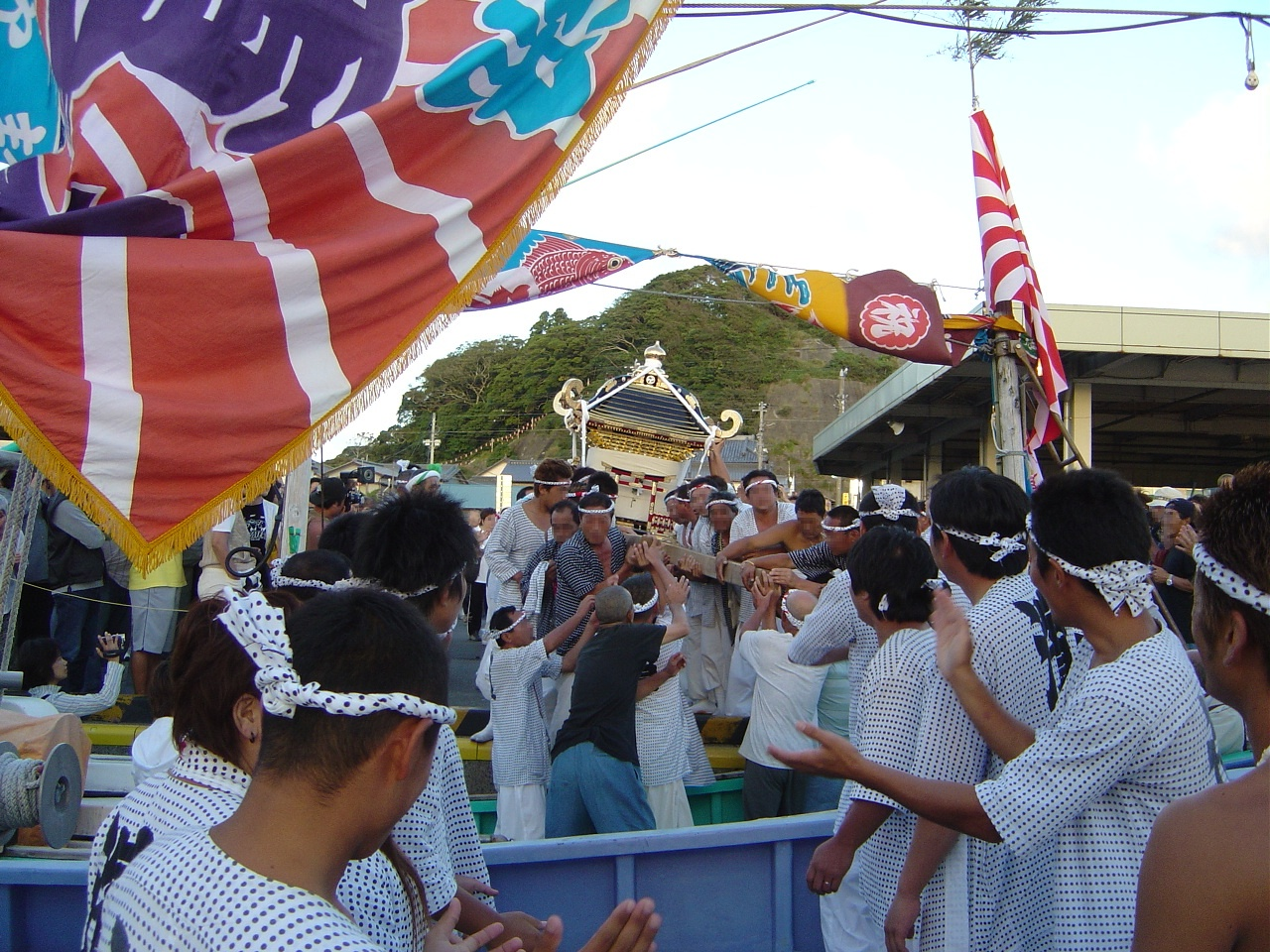
船渡しの様子

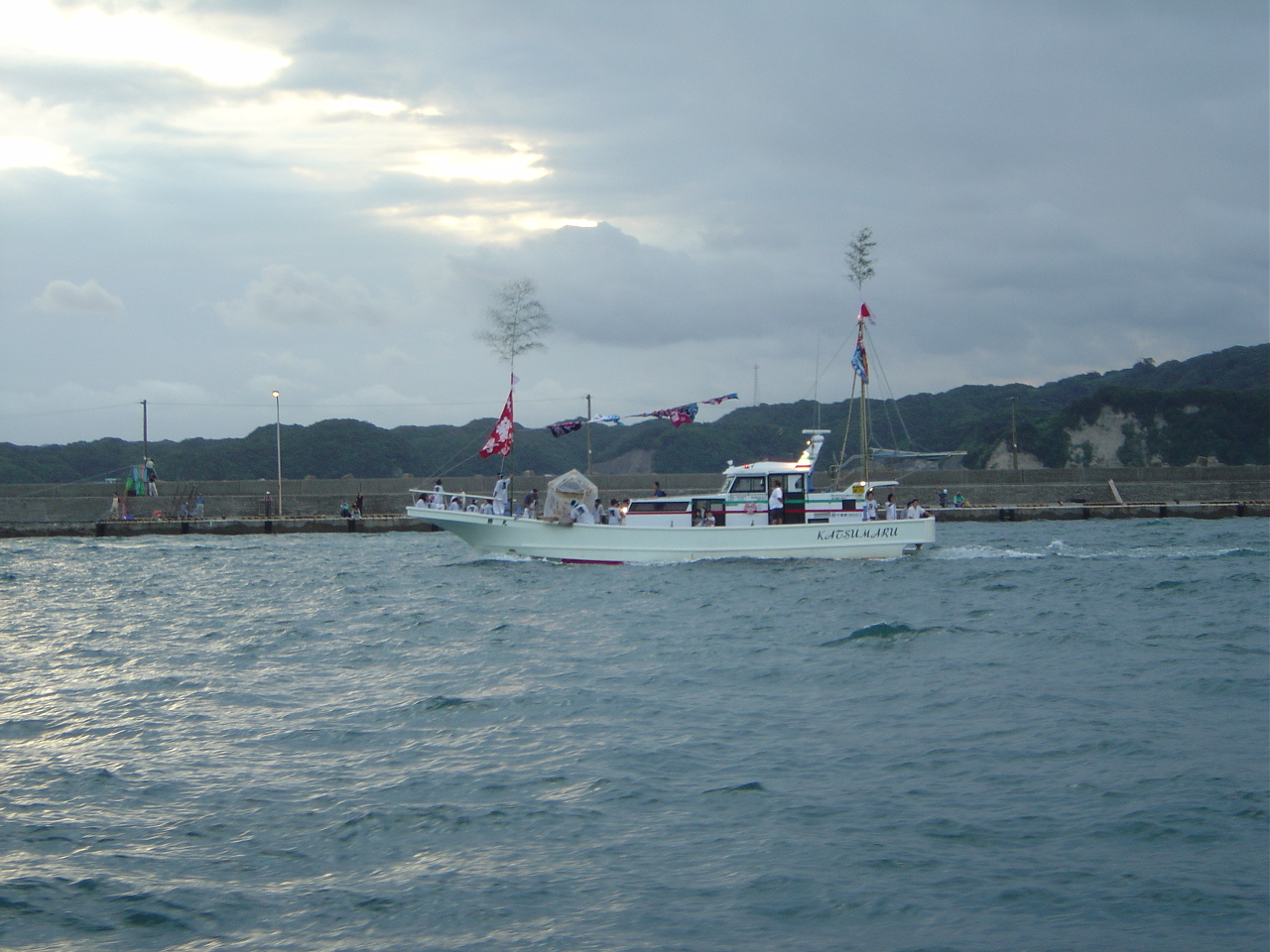
神輿を載せた船

4日目は、浜勝浦区で船渡し（ふなわたし）が行われる。
商店街、勝浦駅前を渡御した神輿は夕方頃、勝浦漁港に入場する。船渡しは、その後御霊を取り出した神輿を船に載せる際に行われる行事で、通常6隻～10隻の魚船が岸壁に接岸し、最後尾に付けたの船まで神輿を渡す（接岸された船を「船の橋」と呼ぶこともある）。船の接岸順は当日にくじで決められるが、新造船などの場合は無条件で最後尾（神輿を載せる船）になる。
船渡しが終わると、各船が勝浦港を3周し、勝浦沖の鳥居（1601年の津波で流された当時の神社があった場所）まで行き、海上安全と豊漁を祈願し、海にお神酒を捧げる。
勝浦漁港に戻った船から神輿が降ろさせると、遠見岬神社まで渡御が行われる。商店街の京葉銀行勝浦支店前の交差点では勝浦区の上本町・中本町・下本町と出水区の山車・屋台が迎え入れ、遠見岬神社へ神輿の奉還が行われる。

## 担ぎ方
基本的に担ぎ棒（モリ棒）に肩を入れて神輿を担ぐ。モリ棒は4本で大神輿では約40人程が担ぐ。国道の交差点や駅前、合同祭会場などでは「揉み」と「さし」が行われる。
「揉み」とは神輿を担いだまま飛跳ねる動作で、太平洋の荒波を表しているといわれている。また「さし」とは神輿を手で持ち上げる動作である。「さし」たまま、「揉む」こともある。
掛け声は「ワッショイ」ではなく、「ホラ、ダイリョウ」で、これは「ほら大漁」が訛ったものと言われている。

### 唄
神輿を担ぐ際には掛け声の他に「唄」が歌われる。唄の歌詞は各地区ほとんど同じである。
だが、本来同じでなくてはならない節や詩が若干異なる。
これは、自分たちでアレンジしてしまったからである。
各地区の中でも、甚句・木遣りともに、一切のアレンジを加えず、昔からの正しい節回し（正調）で歌うのは松部区の武内神社のみ。
また、木遣りに関しては浜勝浦区も正調で歌う。松部区以外（木遣りに関しては浜勝浦区も含む）の地区はアレンジしてしまったがために、正調で歌うことができない。
唄の種類
- 甚句（村廻り）
- 木遣り（宮入・担ぎ出し）

## 市制50周年記念祭典

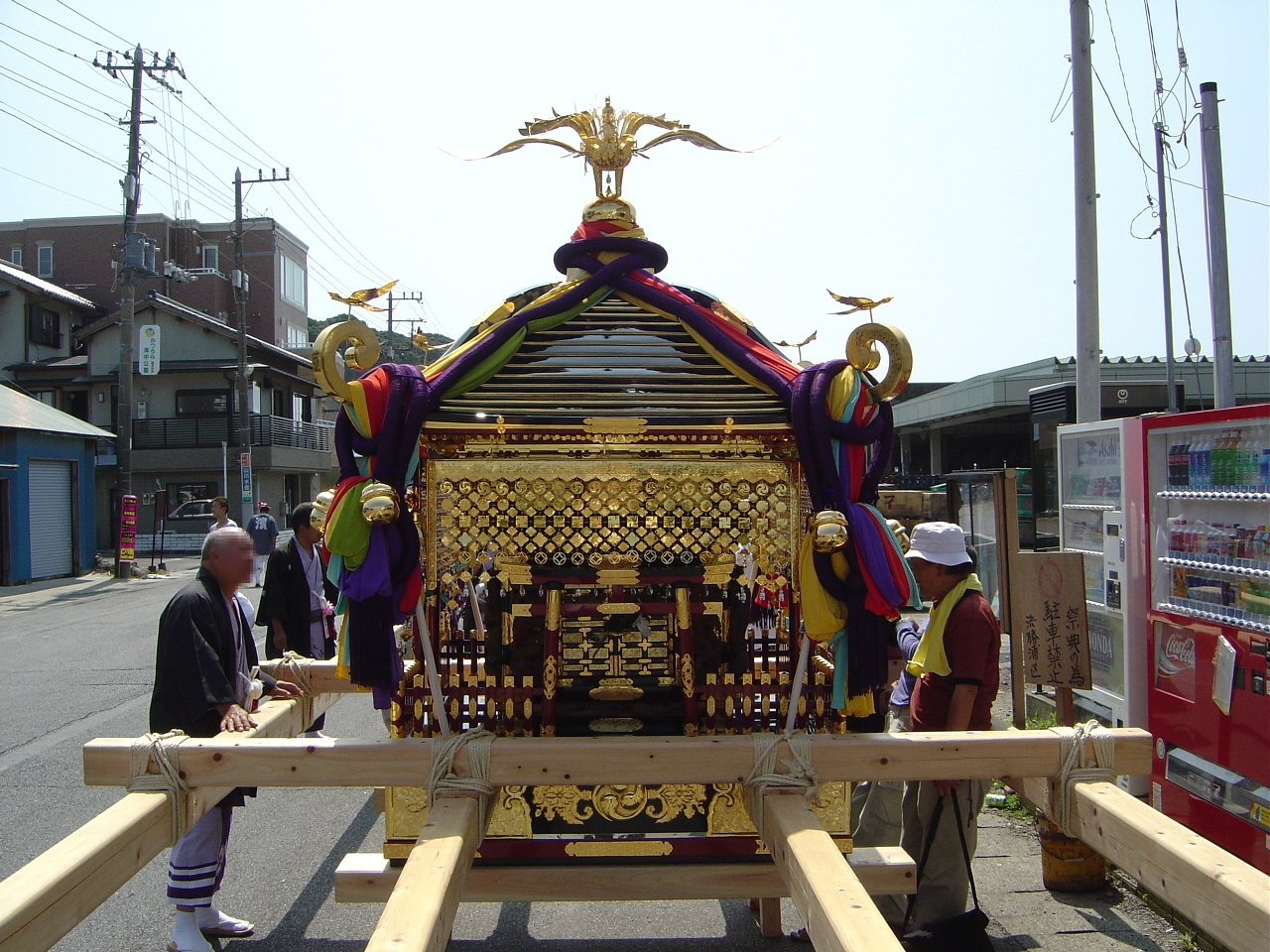
明神様の大神輿

2008年には勝浦市市制施行50周年を記念し、浜勝浦区の「明神様の大神輿」と呼ばれる昭和中期頃まで使用されていた勝浦地区では最も大きい大神輿が復活した。
また、合同祭始まって以来初めて鵜原区が参加し、7月下旬に鵜原地区で行われる鵜原の大名行列と神輿の渡御が合同祭会場にて行われた。